# Diecezja Springfield w Illinois
Diecezja Springfield w Illinois (łac. Dioecesis Campifontis in Illinois, ang. Diocese of Springfield in Illinois) jest diecezją Kościoła rzymskokatolickiego w południowej części stanu Illinois. 

## Historia
Diecezja została kanonicznie erygowana 29 lipca 1853 roku przez papieża Piusa IX jako diecezja Quincy. Wyodrębniona została z ówczesnej diecezji Chicago. Pierwszym ordynariuszem został kapłan pochodzenia francuskiego Henry Damian Juncker (1809-1898). W latach 1857–1923 siedzibą diecezji było miasto Alton. Springfield wybrano na siedzibę diecezji 26 października 1923 roku. Kamień węgielny pod budowę obecnej katedry diecezjalnej wmurowano w roku 1927. Rok później dokonano uroczystego poświęcenia świątyni. Obecnym ordynariuszem jest biskup polskiego pochodzenia Thomas Paprocki.

## Ordynariusze
- Henry Damian Juncker (1857–1868)
- Peter Joseph Baltes (1869–1886)
- James Ryan (1888–1923)
- James Aloysius Griffin (1923–1948)
- William Aloysius O’Connor (1948–1975)
- Joseph Alphonse McNicholas (1975–1983)
- Daniel Ryan (1983–1999)
- George Joseph Lucas (1999–2009)
- Thomas Paprocki (od 2010)